# Kaale
I kaale (anche noti come suomen romanit, letteralmente "rom finlandesi"; in romaní kàlo, in svedese kalé) sono un gruppo etnico rom residente in Finlandia e Svezia, le cui lingue principali sono il finlandese e il romaní finlandese. Il termine kaale deriva dal romaní kaló, che significa nero, termine e colore con il quale i kaale si identificano.

## Storia
I kaale finlandesi provengono dalla Svezia, dalla quale vennero espulsi nel XVII secolo. I rom scandinavi provenivano a loro volta dalla Gran Bretagna, dalla quale erano stati espulsi. Nel 1637 i rom furono dichiarati illegali e potevano essere impiccati senza processo, pratica che cessò nel 1748. Con la dichiarazione d'indipendenza della Finlandia nel 1917, i kaale ricevettero cittadinanza finlandese e pieni diritti civili. Circa un migliaio di kaale servirono nell'esercito finlandese nella guerra d'inverno e nella guerra di continuazione.

## Cultura

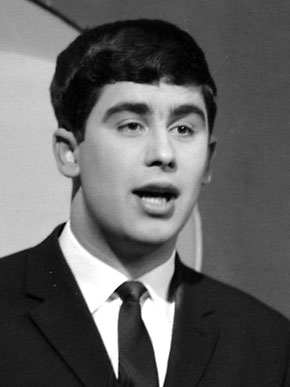
Taisto Tammi, popolare musicista kaale, nel 1960

I kaale conservano alcune tradizioni, come lo stile di abbigliamento. Nel XIX secolo gli uomini kaale avevano un abbigliamento simile ai contadini finlandesi, che all'inizio del XX secolo mutò in favore dell'abbigliamento tipico degli autisti di carrozza, con pantaloni jodhpur, camicia bianca, giacca (solitamente in pelle), alti stivali neri e berretto in stile militare. Il berretto in particolare era specifico dei kaale finlandesi e non era comune nell'abbigliamento dei rom in altre aree d'Europa. Il berretto cadde in disuso negli anni 1960 e 1970, i jodhpur e gli stivali vennero sostituiti da pantaloni e scarpe comuni, mentre la giacca rimase un elemento caratteristico. Pantaloni in colori chiari o jeans sono solitamente evitati.
Le donne decidono se seguire la moda kaale tra i quindici e i venti anni, e la scelta è di solito definitiva. L'abbigliamento femminile deriva da quello tradizionale finlandese, e fino agli inizi del XX secolo le donne finlandesi e kaale vestivano pressappoco alla stessa maniera, con blusa, lunga gonna e grembiule alla vita. Col tempo l'abbigliamento kaale divenne più riccamente decorato, e include una lunga e pesante gonna in velluto nero, portata relativamente alta e larga sulla vita, e una blusa con increspature, merletti e lustrini.
La musica riveste un importante ruolo nella cultura kaale e caratterizza la vita di tutti i giorni. I kaale contribuirono significativamente allo sviluppo del tango finlandese e della musica schlager.